# Peiszisztratosz athéni türannosz
Peiszisztratosz (Braurón, Kr. e. 600 k. – Athén, Kr. e. 527) ókori görög politikus, athéni arisztokrata, a polisz első türannosza volt.

## Származása, előélete
Hippokratész fia, Peiszisztratosz az arisztokrata Peiszisztratidák családjának volt a sarja, amely a püloszi Néléidáktól, Nesztór Peiszisztratosz nevű fiától, Télemakhosz barátjától származtatta magát. Hasonló nevű őse a Kr. e. 7. század közepén (Kr. e. 669 körül) volt arkhón. Jómaga az attikai Braurón faluban született, édesanyja Szolónnal állt rokonságban. Hérodotosz szerint születését csodás előjelek előzték meg. A megarai háborúban kitüntette magát, elfoglalta Niszaiát.

## Az első türanniszkísérlet
Kihasználva, hogy a külóni vérbűnt követően az Alkmaiónidákat – legalábbis néhányukat – száműzték Athénból, Lükurgosz és Peiszisztratosz között élesedett ki a hatalmi harc, bár az Alkmaiónidák is képviseltették magukat Megaklész személyében. Szokás az ezt követő időszakot az attikai tájegységek pártharcának tekinteni (eszerint a Pediasz oligarchiára törő földbirtokosai (pediakoi) élére Lükurgosz, a Paralia középutas tengermelléki kereskedői és iparosai (paralioi) élére Megaklész, Diakria peremterületeinek szegényei (diakrioi) élére pedig Peiszisztratosz állt).
Peiszisztratosz Kr. e. 561/560-ban vette át a hatalmat, és Plutarkhosz egy közlése szerint ekkor száműzte az Alkmeónidákat. A hatalomátvétel állítólag úgy történt, hogy sebeket ejtett magán, és a néptől testőrséget kért az életére törő ellenfelei ellen. A háromszáz buzogányos aztán megszállta az Akropoliszt, és létrejöhetett a türannisz – Szolón tiltakozása ellenére. Első türannisza azonban nem tartott sokáig: már Kr. e. 558/557-ben tudunk Alkmaiónida tisztviselőről.

## A második kísérlet
Peiszisztratoszt elűzte Lükorgosz és Megaklész koalíciója, ám a kiújuló viszálykodásban Megaklész felajánlotta az elűzött türannosznak a visszatérés lehetőségét. A békét lánya, Koiszüra Peisztratosszal való összeházasításával pecsételték meg, és egyszerű trükkel hozták vissza Athénba. Egy magas, szép nőt – Phüét, aki később Peiszisztratosz menye lett – beöltöztettek Pallasz Athénének, és ő vitte be kocsiján a politikust a városba a nép imádata közepette.
A második türannisz sem tartott soká: Peiszisztratosz nem akart gyereket feleségétől. Megaklész, nehogy így szégyenbe hozzák, ismét szövetkezett Lükurgosszal, Peiszisztratosz pedig titokban elmenekült gyermekeivel együtt.

## Peiszisztratosz türannisza
Eretriába menekülve 10 évet töltött a restauráció előkészítésével. Először részt vett a Therméi-öböl környékén Rhaikélosz megalapításában, onnan Pangaionba költözött. Thébaiból és az Eretriát vezető lovagoktól rengeteg pénzt, Argoszból zsoldosokat, a naxoszi Lügdamisztól pedig anyagi és katonai támogatást kapott. A tizenegyedik évben megszállta Marathónt, a hírre pedig athéni párthívei is csatlakoztak hozzá. A pallénéi csatában győzedelmeskedett, az Alkmaiónidákat száműzte, megszerezte Naxoszt (élére Lügdamiszt tette meg türannosznak) és tisztító szertartást hajtott végre Déloszon, a néptől pedig elvette a fegyvereket. Hatalma a zsoldosokon alapult, akiket a Sztrümón mellől és Athénból befolyó jövedelmeiből (az általa bevezetett 10%-os tulajdonadó) tartott.
A források tanúsága szerint az Akropoliszon berendezkedő türannosz emberszerető és szelíd volt, uralma kevésbé volt zsarnokra, mintsem polgárra valló. Betartotta a törvényeket, a vétkesekkel szemben megbocsátó volt, kölcsönöket adott a kisparaszti rétegnek, jólétet és munkát biztosított a polgároknak (mindezzel bázisát akarta növelni, másrészt valószínűleg el akarta őket fordítani a politizálástól). Kiszálló bíróságokat szervezett, így a démosznak nem kellett gyülekeznie a városon belül. Türanniszára béke és prosperitás volt a jellemző – sokak számára valóságos aranykor volt uralkodása. Az exkluzív, arisztokratikus Apollón-kultusz helyett a Dionüszosz-kultuszt vezette be, illetve kiterjesztette a Panathénaia ünnepségét, és átvette az eleusziszi misztériumok feletti ellenőrzést. Hadat nem vezetett.
Betegségben halt meg. 33 évéből alig 19-ben gyakorolta az egyeduralmat. Két törvényes fia volt: Hippiasz és Hipparkhosz, illetve két törvénytelen, Iophón és Hégészisztratosz Thettalosz. Halála után gyakorlatilag Hippiasz örökölte a hatalmat.